# 존 밴브루
존 밴브루(영어: John Vanbrough, /ˈvænbrə/; 1664년 1월 24일 (세례) – 1726년 3월 26일)는 잉글랜드의 건축가, 극작가, 그리고 전령관이다. 존은 블레넘궁과 하워드성을 디자인한 것으로 가장 잘 알려져 있다. 존은 왕정복고 시기에 시비적이고 외설적인 풍자극, 재발 (1696)과 약오른 아내 (1697)를 썼고 대중의 인기를 사게 되었지만 처음에는 논란을 일으켰다. 존은 1714년 기사 작위를 수여받았다.
밴브루는 사는 내내 급진적이었다. 젊은 시절 토리당의 일원으로써 존은 제임스 2세를 몰아내고 윌리엄 3세를 왕위에 올릴 계획에 참여했다. 존은 정치범으로 1688년 프랑스에 수감되었고, 1692년 바스티유 감옥으로 이감되었다 그 해 석방되었다. 극작가로 일할 대 그는 왕정복고와 18세기 영국 사회를 통렬히 비판하며 성에 대한 솔직함과 결혼 이후 여성 인권을 보호하는 여성주의를 내세웠다. 존은 백작들로부터 공격을 받았으며 제레미 콜리어의 주요 타겟이 되었다. 밴브루는 건축에서도 뛰어난 업적을 남겼는데 잉글랜드 바로크라 불리는 건축양식을 만들었다.